# Епидурални простор
Eпидурални простор је потенцијални простор између два слоја тврде опне (најудаљенији менингеални слој који покрива мозак и кичмену мождину.
Израз „епидурални простор“ води порекло из старогрчког језика; επι, "на" + дура матер, такође познат као "епидурална шупљина", "екстрадурални простор" или "перидурални простор". Код људи епидурални простор садржи лимфне судове, кичмене нервне коренове, адипозно ткиво, мале артерије, дуралне венске синусе и мрежу унутрашњих вертебралних венских плексуса.

## Епидурални простор кичме
У кичменом каналу периостални слој пријања на унутрашњу површину кичменог канала коју формирају тела пршљенова. Менингеални слој лежи преко кичмене арахноидне материје. Између два слоја налази се епидурални простор кичме. За разлику од кранијалног епидуралног простора, епидурални простор кичме садржи масно ткиво, унутрашње вертебралне венске плексусе и корене кичмених нерава.
У патолошким стањима течност као што је крв може испунити овај простор. На пример, поцепана менингеална артерија (често средња менингеална артерија) или дурални венски синус (ретко) могу крварити у овај потенцијални простор и довести до епидуралног хематома.

## Епидурални простор лобање
У лобањи, периостални слој тврде опне пријања на унутрашњу површину костију лобање, док менингеални слој лежи преко паучинасте опне. Између њих је кранијални епидурални простор. Два слоја тврде опне се одвајају на неколико места, при чему менингеални слој штрчи дубље у мождани паренхим формирајући фиброзне преграде које раздвајају мождано ткиво. На овим местима, епидурални простор је довољно широк за смештај епидуралних венских синуса.